# Zaklanec
Zaklanec is een plaats in Slovenië en maakt deel uit van de gemeente Horjul in de NUTS-3-regio Osrednjeslovenska. De plaats telde 207 inwoners op 1 januari 2020.